# Njižžekeđgsuálui
Njižžekeđgsuálui (finska: Tissikivisaari) är en ö i Finland.   Den ligger i sjön Enare träsk och  i kommunen Enare  i den ekonomiska regionen Norra Lappland och landskapet Lappland, i den norra delen av landet, 1 000 km norr om huvudstaden Helsingfors.